# Тим'як Юрій Іванович
Юрій Іванович Тим'я́к (нар. 1887 — пом. ?) — український майстер художньої кераміки.
Народився 1887 року. Працював в Косові. Гончарства навчився у свого батька. Виготовляв миски, глечики, дзбанки та інший побутовий посуд, оздоблюючи його геометричними (квадрати, зубці) і анімалістичними (птахи і тварини) орнаментами.